# Lipovec (Žilina)
|  | No s'ha de confondre amb Lipovec (Banská Bystrica). |

Lipovec (hongarès: Lamosfalva) és un poble i municipi d'Eslovàquia que es troba a la regió de Žilina, al centre-nord del país.

## Demografia
| Godina             | 1994 | 2004    | 2014    | 2024   |
| ------------------ | ---- | ------- | ------- | ------ |
| Nombre de persones | 672  | 844     | 948     | 912    |
| Diferència         |      | +25,59% | +12,32% | −3,79% |

| Godina             | 2023 | 2024   |
| ------------------ | ---- | ------ |
| Nombre de persones | 921  | 912    |
| Diferència         |      | −0,97% |